# Curl Brothers
Curl Brothers was een warenhuis gevestigd in Norwich. De winkel werd later onderdeel van Debenhams.

## Geschiedenis
In 1860 sloten drie broers uit het dorp East Winch in Norfolk zich aan bij de textielhandel van Buntings (een warenhuis dat tijdens een bombardement in de Tweede Wereldoorlog verloren ging). Deze samenwerking duurde niet lang en ze kochten de Rampant Horse Inn en verbouwden deze tot winkels en een magazijn. Tegen 1900 was de winkel uitgebreid met andere nabijgelegen panden. In 1929 was de winkel uitgegroeid tot meer dan 4.700 m² en omvatte een restaurant dat een zes-gangenlunch aanbood voor twee shilling en zes pence. Het warenhuis was prominent aanwezig aan Orford Place en Brigg Street.
In 1942 werd de winkel volledig verwoest door Duitse bombardementen. De winkels van Buntings en Woolworths ondergingen die nacht hetzelfde lot, evenals de RG Pilch sportshop, waarvan het gebouw zich in hetzelfde blok bevond als Curl Brothers. Aanvankelijk stond Jarrolds, een ander warenhuis in de stad, Curl Brothers toe om hun eerste verdieping te gebruiken. Later verhuisde Curl Brothers naar een kleiner pand op Westlegate dat door Norwich Union beschikbaar werd gesteld voor gebruik door uitgebrande bedrijven.
Het oude braakliggende terrein was een gigantisch gat in het midden van Norwich. Het werd gebruikt als watertank en als parkeerplaats. In 1953 werd begonnen met de wederopbouw, maar het werk was pas in 1956 voltooid. Toen de nieuwe winkel werd geopend, had deze ingangen aan Brigg Street, Orford Place, Red Lion Street en Rampant Horse Street en had het 9.000 m² winkelruimte. 
In de jaren 1960 kocht Debenhams de winkel, maar bleef deze exploiteren onder de naam Curl Brother tot de jaren 1970, toen ze uit efficiëntie overgingen op één merk. Debenhams sloot in mei 2021 al zijn winkels.